# Fürged
Fürged is een plaats (község) en gemeente in het Hongaarse comitaat Tolna. Fürged telt 698 inwoners (2001).